# St. Pankratius (Midlum)

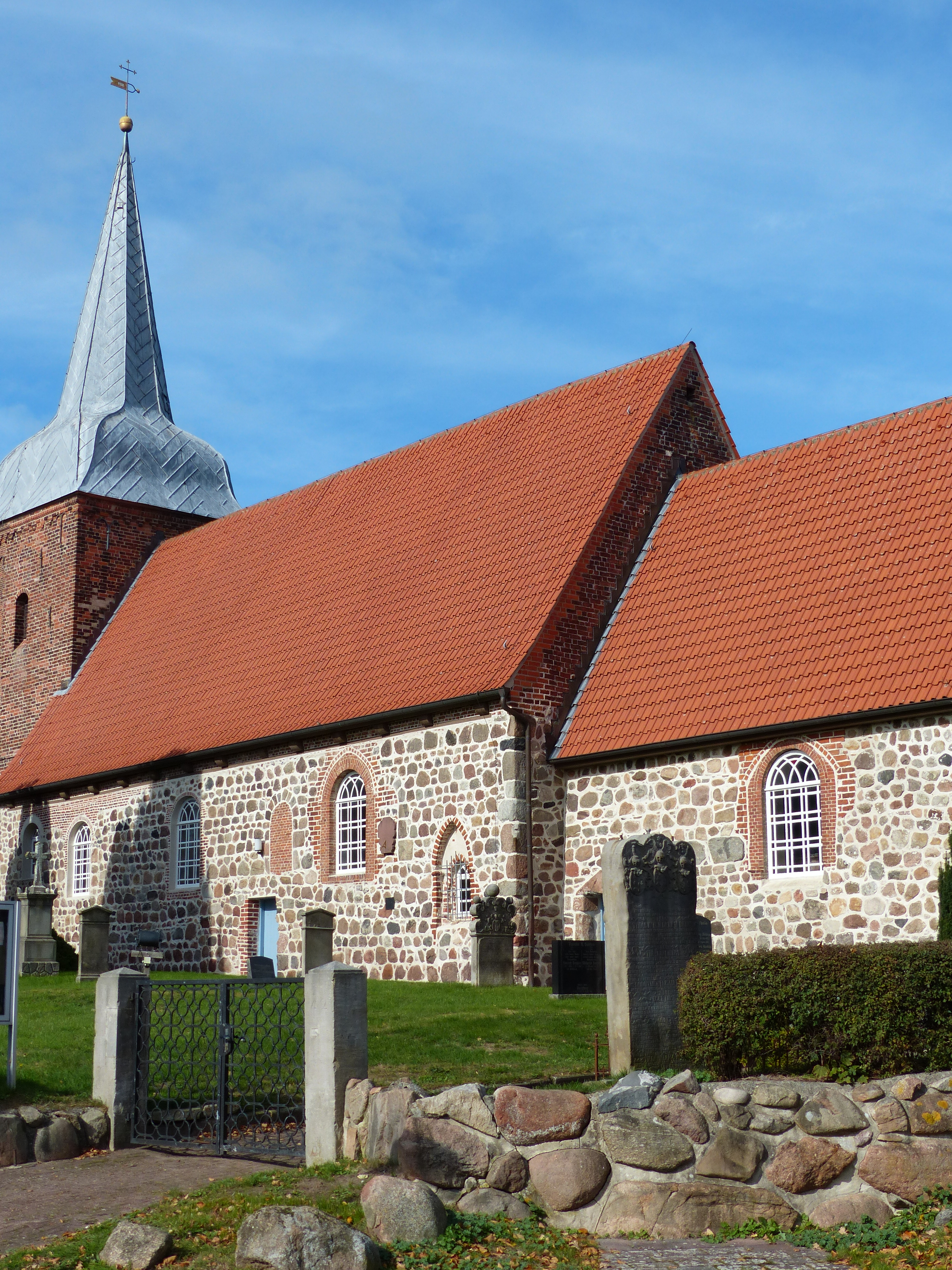
St. Pankratius in Wursten, Ortsteil Midlum

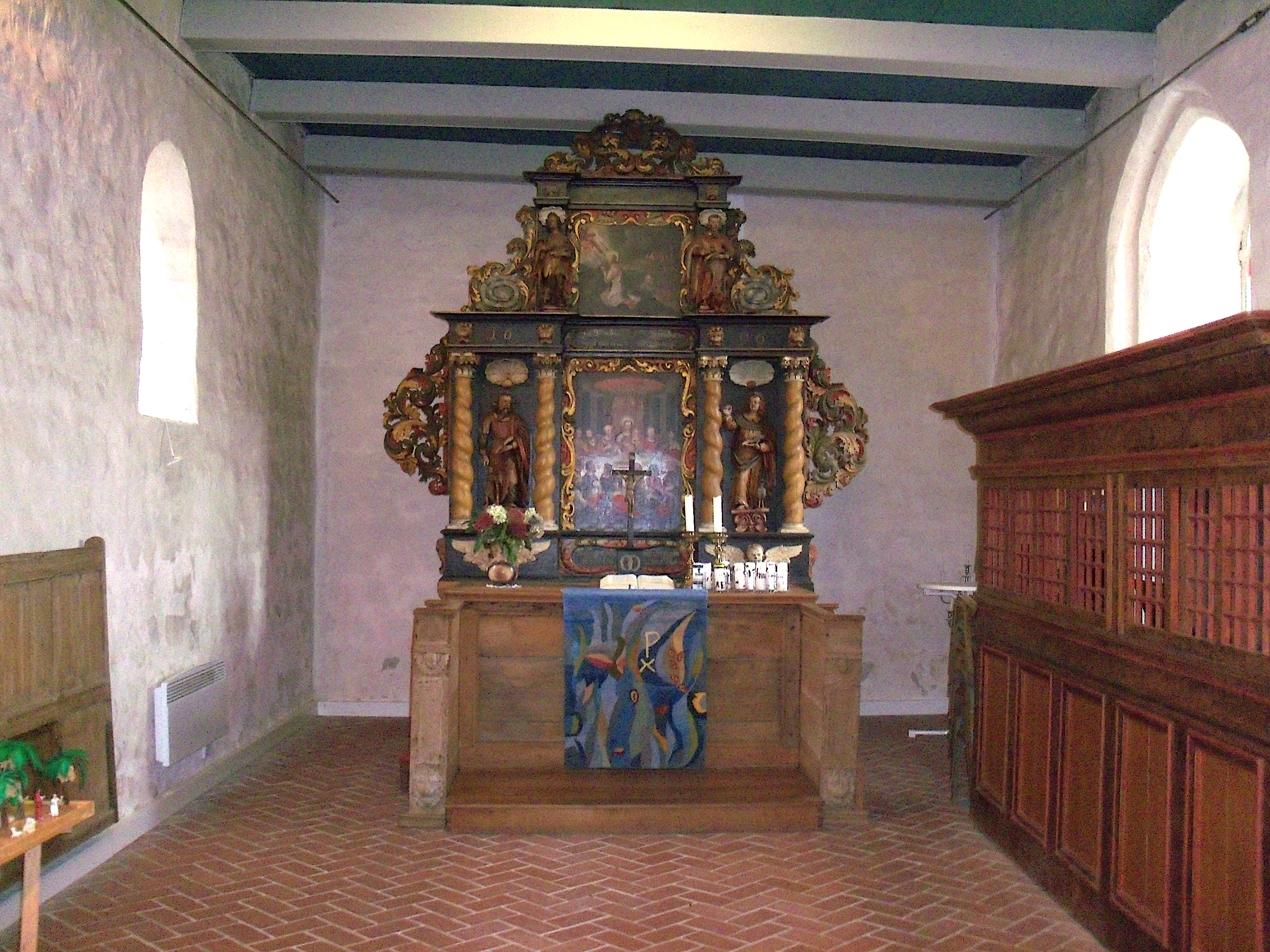
Altar

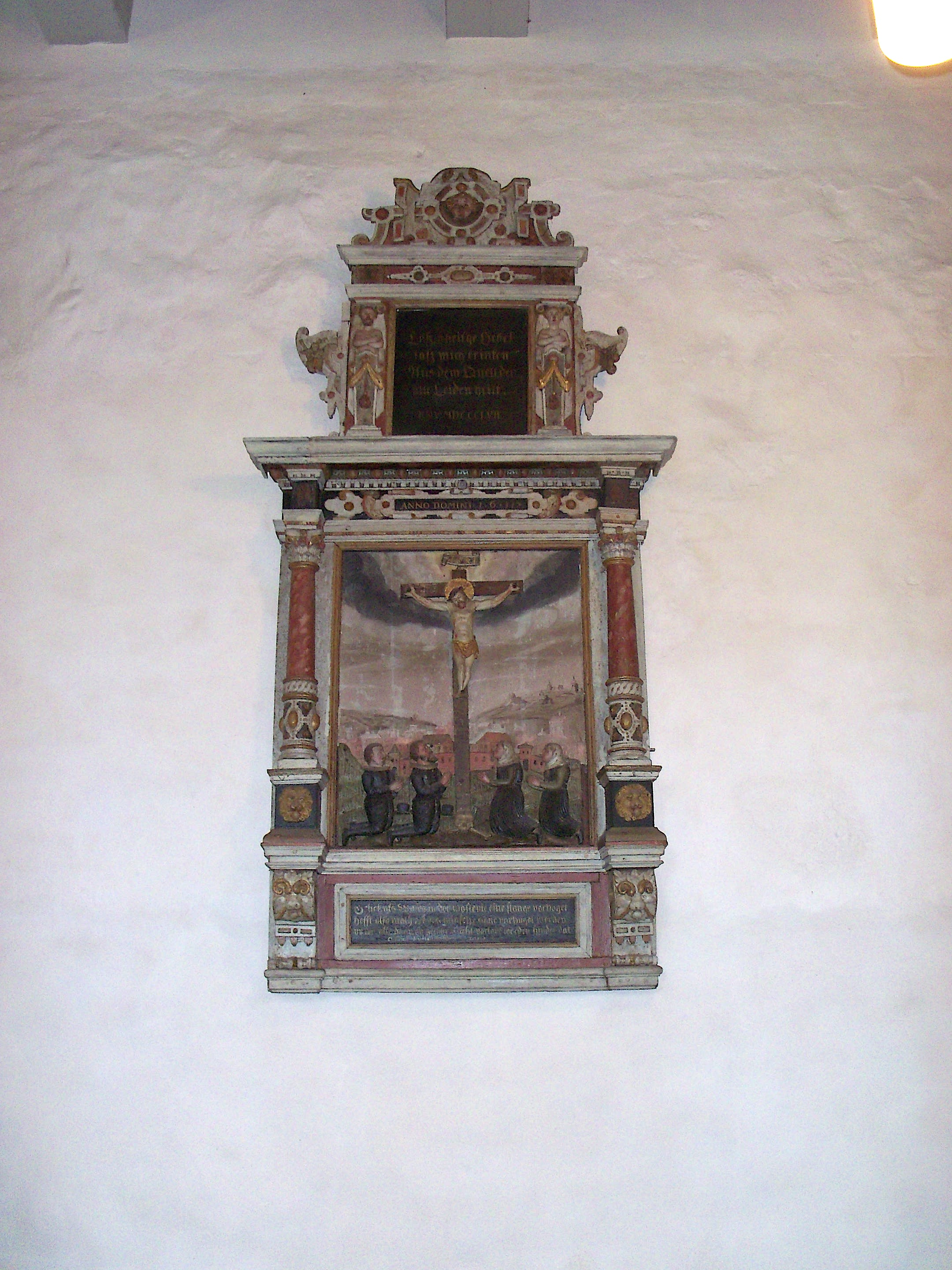
Kreuzigung Jesu, darunter eine Inschrift aus dem Johannesevangelium mit eventuell wurstfriesischen Sprachelementen

Die evangelisch-lutherische Kirche St. Pankratius steht in Midlum, einem Ortsteil der Gemeinde Wurster Nordseeküste im Landkreis Cuxhaven von Niedersachsen. Die Kirchengemeinde gehört zum Kirchenkreis Wesermünde im Sprengel Stade der Evangelisch-lutherischen Landeskirche Hannover.
Das Gebäude steht unter Denkmalschutz (siehe auch Liste der Baudenkmale in Wurster Nordseeküste).

## Beschreibung
Der älteste Teil der Feldsteinkirche ist das im 12. Jahrhundert errichtete Langhaus, das im ersten Viertel des 13. Jahrhunderts im Zusammenhang mit einer Klostergründung um 6 m nach Westen verlängert und um den langgestreckten eingezogenen Chor (anstelle älteren trapezförmigen Choranbaus) erweitert wurde mit rundbogigen Chorfenstern aus Tuffstein, darüber Bögen aus Backstein. Beide Vergrößerungen wurden durchgeführt anlässlich der zeitweisen Nutzung der Kirche durch das 1282 nach Altenwalde verlegte Benediktinerinnenkloster. Bei der heutigen romanischen Saalkirche sind die Bogenfenster erhalten geblieben, sie mussten allerdings mit Backsteinen eingefasst werden. Das Langhaus und der Chor sind jeweils mit einem Satteldach aus Dachziegeln bedeckt. 
Der zweigeschossige Westturm aus Backstein stammt von 1848. Seine Westseite wurde 1848 neu verblendet. Die ursprünglich schiefergedeckte geschweifte Haube hat inzwischen ein Bleidach erhalten.
Der niedrige Innenraum ist mit einer Holzbalkendecke überspannt. Zwischen Langhaus und Chor war ursprünglich ein schmaler Chorbogen. Die Rundbogenfenster der Nordseite waren ursprünglich in rot-weißer Einfassung. Das Altarretabel von 1696, mit Akanthus und gedrehten Säulen verziert, hat Statuen der vier Evangelisten über beide Etagen verteilt, im Zentrum befindet sich ein Gemälde über das Abendmahl Jesu, darüber befindet sich eine Ölberggruppe. Die Kanzel von 1623 ruht auf einer Statue des Evangelisten Johannes. Der polygonale Korb ist mit Rollwerk verziert. Auf dem Schalldeckel steht Justitia auf einem Postament. Der Kessel des bleiernen Taufbeckens aus dem frühen 14. Jahrhundert wird von drei im Jahre 2004 gefertigten Engelsfiguren getragen.